# Сала ал Баро (Леко)
Сала ал Баро је насеље у Италији у округу Леко, региону Ломбардија.
Према процени из 2011. у насељу је живело 1850 становника. Насеље се налази на надморској висини од 253 м.